# Histoire des chemins de fer au Togo

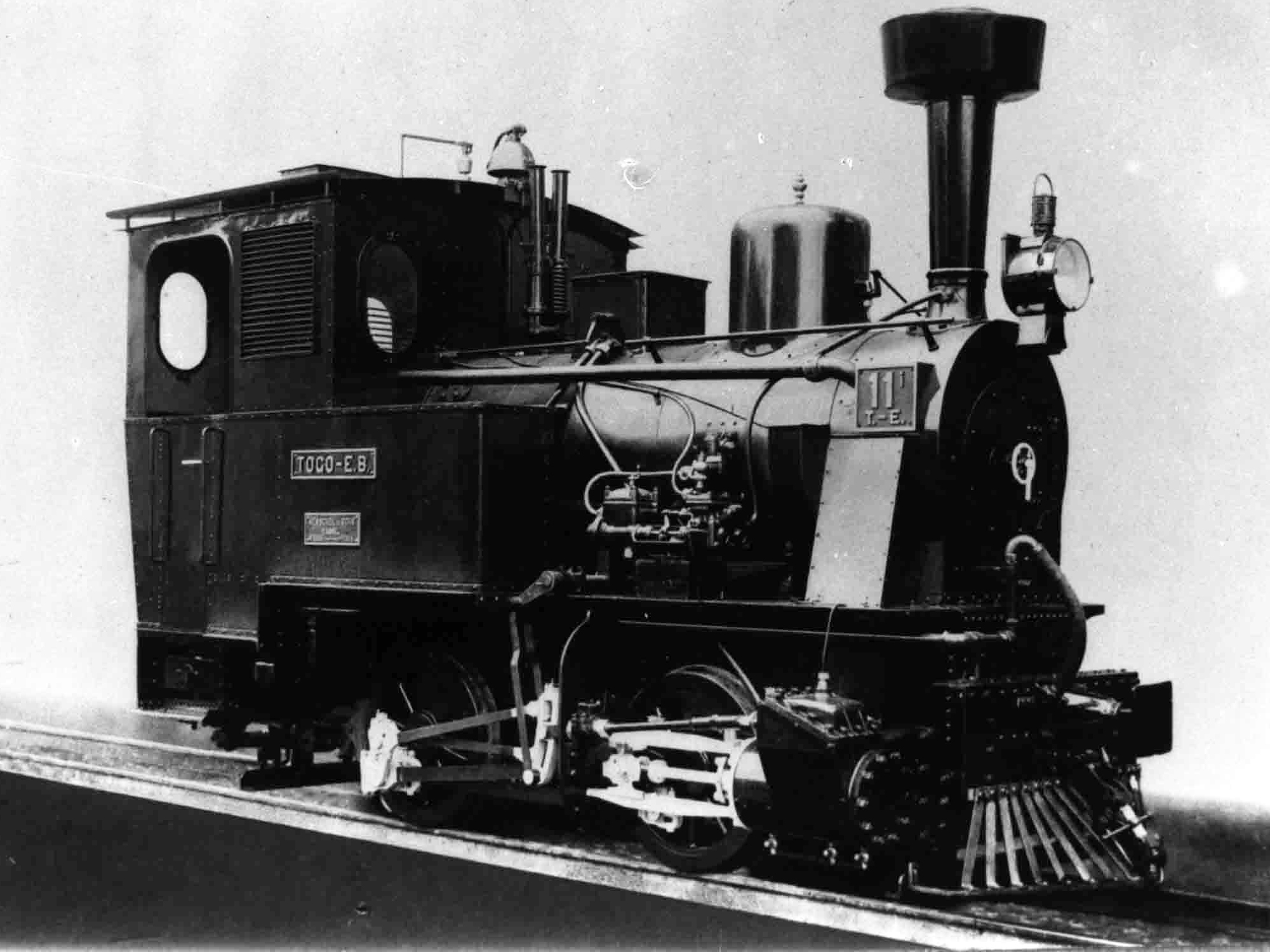
Locomotive allemande du constructeur Henschel & Sohn, et utilisée au Togo.

 (décembre 2024).
Si vous disposez d'ouvrages ou d'articles de référence ou si vous connaissez des sites web de qualité traitant du thème abordé ici, merci de compléter l'article en donnant les références utiles à sa vérifiabilité et en les liant à la section « Notes et références ».
L'histoire du transport ferroviaire au Togo commence au début du xxe siècle. Sa longueur maximale fut de 525 km, sans aucun lien avec les réseaux ferroviaires du Ghana, du Bénin ou du Burkina Faso voisins.
Comme ailleurs en Afrique de l'Ouest, la plupart des infrastructures ferroviaires ont souffert d'un manque général de cohérence et le partage colonial s’est traduit par un morcellement territorial, avec des « États-tranches », comme les actuels Bénin et Togo. Les Français et les Allemands y construisirent des lignes ferroviaires, à la fois voisines et rivales, à partir d’étroites ouvertures sur le Golfe de Guinée, telles la ligne Cotonou-Parakou, parallèle à la ligne Lomé-Sokodé.
Au Togo, le transport ferroviaire passager s'est progressivement dégradé, depuis la fin des années 1970 jusqu'à son arrêt complet. À l'exception de deux sections, l'ensemble du réseau a été fermé en 1999, les rares réseaux conservés étant réservés au transport des marchandises.

## Histoire

### L'ère coloniale allemande
Les bases du réseau, principalement utilisé pour l'enlèvement des produits agricoles, ont été posées pendant l'ère coloniale allemande. La colonisation allemande débuta la construction d'un chemin de fer qui devait atteindre le nord du Togo en 1908. La ligne de chemin de fer longue de 44 km de Lomé à Aného a été la première construite puis mise en service en 1905, elle sert essentiellement à exporter l'huile de palme. Le 27 janvier 1907, la ligne ferroviaire de Lomé à Kpalimé a été ouverte sur 119 km, constituant la deuxième ligne de chemin de fer au Togo, ici, la principale marchandise concernée est le cacao.
La ligne de chemin de fer Lomé-Atakpamé a été construite en 1908 et prolongée sur 167 km en 1913. Cette ligne bifurque de la ligne Lomé-Kpalimé après 2,7 km. C'était la seule ligne de l'ère allemande à avoir été prolongée pendant le mandat français sur le Togo après la Première Guerre mondiale. Ces lignes sont à voie métrique, comme la plupart des lignes coloniales allemandes.
À la fin de l'ère coloniale allemande, il existait au Togo 327 kilomètres de lignes de chemin de fer, le long d'un réseau prenant la forme d'une étoile ferroviaire centrée sur Lomé. Afin que les ressources puissent être utilisées de façon très économique, l'entretien des véhicules a été centralisé dans un atelier central, où la langue de travail était l'allemand. Le personnel était composé de 768 togolais et 26 européens.

### Après la Première Guerre mondiale
Après la Première Guerre mondiale, le Togo fut divisé entre le Royaume-Uni et la France. Le Togo devint alors un mandat de la Société des Nations (SDN), partagé entre la partie française orientale, appelée le « Togo français » (ou « Togoland oriental »), et la partie britannique occidentale, appelée le « Togoland britannique ». La France a récupéré la partie du pays où était le réseau ferroviaire mais pendant la période de l'occupation militaire, qui a duré jusqu'en 1922, sous mandant de la Société des Nations, le chemin de fer a été exploité sous le nom de Togoland Military Railway (TMR). L'exploitation du train était dans les mains des Chemins de fer publics de la Gold Coast, avec un matériel roulant provenant principalement de la zone économique britannique.
Le partage franco-britannique de 1919 instaura une frontière entre deux grands agricoles de l'ethnie des Ewé-Palimé, Ho et Palimé. La majeure partie et les meilleures terres à cacao se trouvèrent au Togo britannique, environ 7 000 tonnes par an contre 800 tonnes à peine pour le Togo français. Les Ewé-Palimé s'orientèrent alors massivement vers la production vivrière, exportée vers la Gold Coast grâce à la faiblesse des droits fiscaux de sortie, qui représentera, de 1924 à 1930, en moyenne 9,5 % du total des exportations togolaises. La région francophone fournissait les travailleurs de plantation, tout en échappant aux firmes expatriées qui se préoccupaient exclusivement de la collecte et du cacao. Ce secteur vivrier a ensuite été ruiné par une décision administrative de 1931 : l'unification des tarifs douaniers entre le Togo et le Dahomey par l'ajustement des tarifs togolais à ceux, plus élevés, pratiqués en A.O.F.
Après 1922, le chemin de fer a reçu le nom de Chemins de fer de Togo (CFT), la France attendant quelques années de stabilité politique, diplomatique et statutaire pour investir.
De plus, dans un premier temps, par crainte que les Togolais ne restent loyaux à l'Allemagne, les Français firent en sorte de supprimer toute trace de la colonisation allemande.
La puissance coloniale française a construit le réseau ferroviaire repris par les Allemands seulement dans les années 1930. La construction du chemin de fer a coûté 80 % des investissements togolais entre 1924 et 1938, en tenant compte du réseau allemand préexistant et d'un pays de montagnes, comme le Togo. Un emprunt du Togo auprès de la métropole, d'un montant de 73 millions de francs, fut consacrée à financer la construction du prolongement de la ligne de chemin de fer reliant Lomé à Atakpamé à Blitta.
En 1934, a été ouverte une portion permettant un transport de 113 km de long. La construction supplémentaire déjà commencée après Sokonde a été stoppée en raison du manque d'argent. Cette prolongation de la « ligne du coton » buta sur un principal obstacle, la faible densité de la population (4,3 à 4,6 habitants au km2) et s'accompagna d'un déplacement de population opéré par l'administration coloniale française : plus de 15 000 Kabré venus de leurs montagnes à l'entour de Lama-Kara furent installés sur le tracé ferroviaire, dans des « villages de colonisation, au moment de la chute des cours tropicaux, parmi lesquels le coton.

### Après la seconde guerre mondiale
En 1946, le Togo est passé sous mandat de l' ONU, via un régime de tutelle visant à « Favoriser l'évolution des populations vers la capacité de s'administrer eux-mêmes ; Développer le sentiment de l'indépendance. Encourager le respect des Droits de l'homme et des libertés fondamentales, sans distinction de race, de sexe, ou de religion ». Le Togo est alors un des premiers pays, à se doter d'institutions politiques et électorales.
La CFE a acquis à ce moment de nouvelles locomotives. Pour le transport de passagers , les vieilles voitures de passagers de l'époque coloniale allemande ont continué à fonctionner - au moins jusqu'aux années 1970, entretenant l'idée fausse que système ferroviaire fonctionnait au Togo en 1960 avec du matériel datant de la période coloniale allemande. Un gisement togolais fut dès 1952 considéré comme intéressant par la nature du phosphate et sa proximité relative du littoral, la Société minière du Bénin étant créée le 15 décembre 1955, tandis qu'était mise en place une série de textes législatifs adaptés au régime politique particulier du Togo. La a Société minière du Bénin devient en 1957 la Compagnie togolaise des Mines du Bénin (COTOMIB), regroupant des groupes industriels associés au gouvernement togolais.
Depuis les années 1960, il y a eu des propositions pour abandonner le train dans son ensemble, tandis qu'était construite une ligne longue de 22 kilomètres pour acheminer le phosphate de la mine Hahotoè au nord du Lac Togo jusqu'à un port sur la côte Atlantique, constitué d'un quai métallique long de 1 200 mètres et construit par la compagnie. En 13 ans, treize ans, de 1961 à 1974, la production de phosphates du Togo augmenta fortement, passant de 61 000 à 2 585 000 tonnes.
En novembre 2008, en déclarant que l'état du réseau  ferroviaire est une de ses "préoccupations particulières", le gouvernement togolais adopte un projet de décret attribuant une concession ferroviaire à deux  sociétés indiennes, la West african cement (WACEM) et la société  MM Mining SA Ltd, en tenant compte de l'interconnexion  ferroviaire de la Communauté économique des États de l'Afrique de  l'ouest (Cedeao) et de Africarail, une société qui exploite le  réseau ferroviaire.